# Ökologische Lizenz
Ökologische Lizenz ist ein heute wenig gebräuchlicher Begriff dafür, dass ein Biotop die Ausbildung verschiedener ökologischer Nischen bzw. verschiedener ökologischer „Planstellen“ ermöglicht oder nicht.
So bietet Luft keine ökologische Lizenz für planktonische „Planstellen“ an, während Wasser als Umgebungsmedium aufgrund der größeren Dichte diese ökologischen Lizenzen vergibt. Aufgrund dieser fehlenden „Planstelle“ gibt es ebenfalls keine ökologische Lizenz für sessil lebende terrestrische Tiere. Ein weiteres Beispiel sind Greifvögel, die in der Luft kreisend jagen – für sie gibt es keine ökologische Lizenz in dicht bewaldeten Landschaften.
Der Ausdruck wurde von dem Biologen Günther Osche in seinem Lehrbuch von 1972 geprägt, der ihn aus einem Artikel von 1949 des Berliner Biologen Klaus Günther übernommen und dessen ursprüngliche Definition abgewandelt hat. Der Ausdruck wird weder in der deutschsprachigen noch in der internationalen ökologischen Fachsprache noch benutzt.